# Hobitit
Hobitit è una miniserie televisiva live action finlandese in nove parti di genere fantasy, diretta da Timo Torikka e originariamente trasmessa nel 1993 sul canale finlandese Yle TV1.
La serie è basata su una rappresentazione teatrale di sei ore, The Lord of the Rings, interpretata dalla compagnia Suomenlinna Group Theatre con un cast composto per la maggioranza dagli stessi attori; la rappresentazione era a sua volta un adattamento del romanzo Il Signore degli Anelli di J. R. R. Tolkien. La serie adatta abbastanza fedelmente gli eventi fino al Consiglio di Elrond, per poi concentrarsi principalmente sul viaggio degli Hobbit Frodo Baggins e Samvise Gamgee. La miniserie venne accolta positivamente dalla stampa finlandese, e la Tolkien Society finlandese scrisse che Hobitit riuscì a catturare lo spirito e l'atmosfera del libro, nonostante il suo basso budget.

## Trama
La serie, divisa in nove episodi, è basata su Il Signore degli Anelli di J. R. R. Tolkien, omettendo però le parti in cui Frodo Baggins e Samvise Gamgee non sono presenti. Il narratore è un Samvise più vecchio, che racconta la sua storia a un pubblico di giovani Hobbit, svariati anni dopo gli eventi della Guerra dell'Anello.
Nel primo episodio, intitolato Bilbo, Sam fornisce un breve resoconto dell'origine dell'Unico Anello e di come sia entrato in possesso di Gollum. Bilbo Baggins trova l'anello e sconfigge Gollum in una gara di indovinelli sulla strada per la Montagna Solitaria. Nel secondo episodio, Tie ("La Strada"), Bilbo festeggia il suo compleanno e lascia l'Anello a Frodo Baggins. Su consiglio di Gandalf, Sam e Frodo lasciano la Contea; i loro amici Meriadoc Brandibuck e Peregrino Tuc si uniscono a loro. Nel terzo episodio, Vanha metsä ("La Vecchia Foresta), gli Hobbit viaggiano per la Vecchia Foresta, mettendosi nei guai prima con il Vecchio Uomo Salice e poi con uno Spettro dei Tumuli, venendo salvati in entrambi i casi da Tom Bombadil. Nel frattempo, Gandalf si dirige verso Isengard, dove scopre il tradimento di Saruman.
Nel quarto episodio, Pomppiva poni ("Il Cavallino Rampante"), gli Hobbit arrivano nella Locanda del Cavallino Rampante di Brea, dove l'oste Barliman Butterbur consegna loro un messaggio da parte di Gandalf. Il gruppo incontra Strider (segretamente Aragorn), che li guida verso il Gran Burrone, ma i Nazgûl cominciano a seguirli. Nel quinto episodio, Konkari ("Strider"), i Nazgûl feriscono Frodo ma il gruppo riesce a raggiungere il Gran Burrone, dove lo Hobbit viene curato. Al Consiglio di Elrond viene deciso che l'Anello deve essere distrutto e viene formata la Compagnia dell'Anello. Nel sesto episodio, Lorien, la compagnia viaggia verso sud attraverso Moria, dove gli Orchi li attaccano e Gandalf apparentemente muore durante lo scontro con un Balrog. Il resto del gruppo, sotto la leadership di Strider, viaggia verso Lórien, dove incontra Galadriel. Dopo aver viaggiato più a sud lungo l'Anduin, la Compagnia si scioglie: Frodo e Sam continuano il viaggio verso Mordor, Meriadoc Brandibuck e Peregrino Tuc vengono catturati dagli Orchi e Boromir viene ucciso.
Nell'episodio 7, Mordor, Frodo e Sam viaggiano lungo l'Emyn Muil verso Mordor e fronteggiano Gollum, che costringono a far loro da guida; viene detto (ma non mostrato) che Meriadoc e Peregrino Tuc sono riusciti a liberarsi e hanno aiutato gli Ent a distruggere Isengard ed esiliare Saruman, e poi si sono ricongiunti con Strider, Legolas e Gimli, ma anche Gandalf, riuscito a sopravvivere allo scontro contro il Balrog. Nell'ottavo episodio, Tuomiovuori ("Monte Fato"), Gollum guida Frodo e Sam al Nero Cancello, che si rivela invalicabile, per poi portarli al Cirith Ungol, dove Frodo viene paralizzato da Shelob.
Nel nono e ultimo episodio, Vapautus ("Liberazione"), Sam salva Frodo e lo aiuta a raggiungere il Monte Fato. All'ultimo momento Frodo dichiara l'Anello come di sua proprietà ma Gollum riesce a morderlo e portarglielo via dal dito, cadendo però nella lava all'interno del Monte Fato, risultando nella distruzione dell'Anello. Sam e Frodo si risvegliano a Gondor, dove si riuniscono a Gandalf, Meriadoc e Peregrino Tuc, e vengono a sapere che Aragorn è diventato il Re di Gondor. Gli Hobbit si dirigono verso casa insieme a Gandalf, da cui si separano dopo che quest'ultimo raggiunge Bree; Frodo si dirige verso i Porti Grigi per lasciare la Terra di Mezzo, e Samvise conclude il suo racconto suggerendo che anch'egli farà presto lo stesso.

## Produzione
Hobitit era basata su un'opera teatrale di sei ore, The Lord of the Rings, messa in scena dal Suomenlinna Group Theatre tra il 1988 e il 1989 e diretta da Raila Leppäkoski e Arto af Hällström. L'emittente Yle aveva la possibilità di trasmettere direttamente lo spettacolo in televisione, ma ha preferito cambiare approccio ritenendo che ciò non avesse senso. Un altro approccio preso in considerazione dall'emittente era quello di produrre una serie per bambini basata sui poemi di Tolkien, con la colonna sonora di Toni Edelmann come nella rappresentazione teatrale, ma si è rivelato difficile mettere in relazione questo approccio con la storia e si è deciso fosse opportuno cambiare rotta. Il regista e sceneggiatore Timo Torikka ha scelto di raccontare la storia dal punto di vista degli Hobbit, tagliando le altre parti della narrativa di Tolkien. La serie è stata scritta e diretta da Torikka, che aveva precedentemente interpretato Peregrino Tuc a teatro, mentre la colonna sonora è stata curata da Edelmann.
La serie era composta da nove episodi di 30 minuti ciascuno; questi andarono in onda dal 29 marzo al 24 maggio 1993, per poi essere replicati nel 1997 e nel 1998. Il cast è rimasto quasi invariato rispetto a quello dello spettacolo teatrale, ad eccezione di Jari Pehkonen nel ruolo di Peregrino Tuc al posto del regista e sceneggiatore della serie Timo Torikka e Leif Wager nel ruolo di Elrond. Le location delle riprese includevano il teatro Ryhmäteatteri a Helsinki e le strutture di produzione dello studio di Yle. Alcune sequenze sono state girate all'aperto con sfondi reali, mentre per scene come quelle ambientate nella Contea e nel villaggio di Bree sono stati utilizzati numerosi modelli in scala. Le sequenze in studio sono state girate utilizzando lo schermo blu, consentendo l'aggiunta di paesaggi mediante l'utilizzo del chroma key.

## Accoglienza
In una recensione su Helsingin Sanomat, Jukka Kajava ha elogiato la allora nuova serie per famiglie, elogiandone la recitazione, tra cui quella di Kari Väänänen nel ruolo di Gollum e di Pertti Sveholm nel ruolo di Sam Gamgee. Quattro anni dopo, quando la serie fu replicata, Kajava fu più critico, affermando che la concretezza dell'adattamento televisivo poteva limitare troppo l'immaginazione dello spettatore rispetto all'opera originale.
Juho Gröndahl, scrivendo sulla rivista della Finnish Tolkien Society Legolas nel 2004, ha ricordato che Hobitit era riuscito a "catturare l'atmosfera e lo spirito del libro" nonostante fosse stato creato "con un budget limitato in set piuttosto scioccanti". Oltre alla buona recitazione, ha attribuito il successo della serie a una chiara scelta di prospettiva, non cercando di raccontare l'intera storia del romanzo di Tolkien ma concentrandosi sul viaggio di Frodo e Sam. Allo stesso modo, Gröndahl dubitava della trilogia cinematografica de Il Signore degli Anelli di Peter Jackson, poiché sentiva che "il lato epico e sgargiante del libro che è enfatizzato nell'adattamento cinematografico [di Jackson] non è l'aspetto più duraturo e interessante" del lavoro di Tolkien.